# 神戸市立湊小学校
神戸市立湊小学校（こうべしりつ みなとしょうがっこう）は、兵庫県神戸市中央区東川崎町1丁目に所在する公立小学校。本校内に神戸市立湊学童保育コーナーが設置されているほか、同一敷地内には神戸市立盲学校が隣接しながら設置されている。

## 沿革
- 1988年（昭和63年）
  - 4月 - 橘小学校・入江小学校・東川崎小学校の統合による開校。
  - 9月 - 校章と校歌制定。

## 校区と進学先中学校
校区は以下の通り。
- 神戸市立湊翔楠中学校
  - 神戸市中央区
    - 東川崎町1 - 7丁目、栄町通7丁目、相生町1 - 5丁目、古湊通1 - 2丁目、橘通3 - 4丁目、多聞通3 - 5丁目、中町通2 - 4丁目

  - 神戸市兵庫区
    - 新開地1丁目(3・4番(西部)を除く)・2丁目(3・4・7番を除く)・3丁目(4番を除く)・4丁目(6番を除く)・5丁目(3番を除く)・6丁目(2・3番を除く)、西上橘通1 - 2丁目、西橘通1 - 2丁目、福原町、西多聞通1 - 2丁目

- 神戸市立須佐野中学校
  - 神戸市兵庫区
    - 鍛冶屋町1 - 2丁目、川崎町、佐比江町、七宮町1 - 2丁目、島上町1 - 2丁目、西出町1 - 2丁目、西出町、西仲町（1番1～5号・9号(北部)・10・14～22号、2番1～4号・9号(南部)・10～12号・43～46号）、東出町1 - 3丁目、兵庫町1丁目・2丁目(1番28～37号、2番1～33号)、本町1丁目(1番1～6・18～24号を除く)・2丁目(1番7～16号、3番16～21号、4番5号を除く)、湊町1丁目(JRより南側の地域)

## 校区内の主な施設
- 神戸ハーバーランド
  - 兵庫県警生田警察署ハーバーランド交番
- 湊川神社
- 神戸市立摩耶兵庫高等学校
- 神戸市総合教育センター

## 交通
- 神戸市営地下鉄海岸線ハーバーランド駅（4番出口）から、徒歩約455m・約7分（国道2号線と神戸市道湊町線との交差点にある歩道橋経由）。
- JR西日本山陽本線・東海道本線（JR神戸線）神戸駅（南口）から、徒歩約600m・約9分（最短ルート移動した場合）。
- 神戸市バス 96系統「湊町1丁目」停留所より、
  - 神戸駅前行のりばから、徒歩約305m・約5分。
  - 松原通5丁目行のりばから、徒歩約405m・約6分。

## 通学区域が隣接している学校
- 神戸市立明親小学校
- 神戸市立兵庫大開小学校
- 神戸市立会下山小学校
- 神戸市立神戸祇園小学校
- 神戸市立山の手小学校
- 神戸市立こうべ小学校 （海を挟んで隣接。）